# Om du vill vara med mig
Om du vill vara med mig er Melissa Horns fjerde album. Det blev udgivet 2. oktober 2013. Første single fra albummet var Om du vill vara med mig.

## Spor
1. Om du vill vara med mig
2. Natten på hotellet
3. Jag vet
4. Säg att du behöver mig
5. Jag har inte gett upp oss än
6. Ett sent förlåt
7. Drömmen om Alice
8. Du är värd det
9. Nog nu